# Sojuz TM-32
Sojuz TM-32 (ryska: Союз ТM-32) var en flygning i det ryska rymdprogrammet. Flygningen gick till Internationella rymdstationen. Farkosten sköts upp med en Sojuz-U-raket från Kosmodromen i Bajkonur den 28 april 2001. Den dockade med rymdstationen den 30 april 2001. Den 19 oktober 2001 flyttades farkosten från nadirporten på Zarjamodulen till nadirporten på Pirsmodulen.
Farkosten lämnade rymdstationen den 31 oktober 2001. Några timmar senare återinträdde den i jordens atmosfär och landade i Kazakstan.

## Rymdturist
Efter att betalat ca 20 miljoner dollar följde Dennis Tito med som världens första rymdturist. Dennis Tito stannade ombord på den Internationella rymdstationen från den 30 april 2001 till den 5 maj 2001.